# Неровновка
 Неровновка — слобода в Ольховатском районе, Воронежской области России.
Входит в состав Степнянского сельского поселения.

## География
Слобода Неровновка расположена в центральной части Степнянского поселения, Ольховатского района, Воронежской области в вершине яра Сухие Ставки.

## История
Неровновка основана в 1813 году крестьянином Петром Неровным, (от которого получило название) в середине XVIII века как владельческий хутор Тевяшовых.
- В конце XVIII века хутор насчитывал 22 двора.
- В 1835 году в хуторе Неровном был 61 двор и 398 жителей.[4]
- По переписи 1859 года в хуторе Неровный проживало 610 человек в 75 дворах.[5]
- В 1878 году здесь была выстроена каменная Софийская церковь и хутор стал слободой.
- В 1900 году численность населения слободы Неровная (Неровновка) была 805 человек. Здесь насчитывалось 99 дворов[6], общественное здание, школа, 6 ветряных мельниц, 4 мелочных и 1 винная лавка.
- В 1926 году в Неровновке было 1136 жителей.

30 сентября 2007 года жители села Неровновка совместно с настоятелем Преображенского храма р. ц. Ольховатка священником Виктором Скоробагатько установили поклонный крест. В сам праздник святых мучениц Веры, Надежды, Любови и матери их Софии у поклонного креста собралось множество народа со всей округи. Праздничный молебен и чин освящения новосооруженного креста совершили: исполняющий обязанности благочинного Росошанского церковного округа священник Андрей Скакалин и настоятель Преображенского храма районного центра Ольховатка священник Виктором Скоробагатько. На праздничном молебне присутствовал глава администрации Степнянского поселения Петров И. В. Выразив свою благодарность всем потрудившимся за проведения данного праздника, Иван Васильевич изъявил желание благоустроить это святое место.

## Известные люди
- В Неровновке жил прадед А. П. Чехова — М. Е. Чехов.
- Уроженцем Неровновки является Т. М. Олейников.[8]